# Koporsószövegek
A Koporsószövegek (modern cím) ókori egyiptomi halotti szövegek, melyeket főként a koporsókra írtak. Részben az óbirodalmi Piramisszövegekből erednek, melyek még csak a királysírokban fordultak elő, de új anyagot is tartalmaz. Először az Első átmeneti korban tűnnek föl, jeleként a túlvilág „demokratizálódásának”, azaz hogy már nem csak a királynak, hanem a közembereknek is jártak bizonyos temetkezési előjogok. A középbirodalmi XII. dinasztia uralmának közepén eltűntek, ekkor ugyanis megjelentek a múmiaforma koporsók, melyekre nehezebb volt írni. Az újbirodalom idején szerepét a Halottak könyve tölti be, mely részben a Koporsószövegekből alakult ki.
A koporsók mellett a körülbelül 1185 szöveg előfordul sírok falán, sztéléken, kanópuszládákon, papiruszokon és múmiamaszkokon is. Mivel ezek némelyikére nehéz volt sokat írni, gyakoriak voltak a rövidítések, így némelyik szövegnek rövidebb és hosszabb változata is ismert volt.

## Tartalmuk
A Piramisszövegekkel ellentétben a Koporsószövegek a túlvilági életi alvilági aspektusait részletezik az Ozirisz uralta Duatban. Az alvilágon, melyen az elhunytnak át kell jutnia, félelmetes szörnyek és csapdák találhatóak, ezek elkerüléséhez nyújtanak segítséget a szövegek. Az oziriszi túlvilági élet már nem csak a király előjoga, hanem mindenkié, és magára az elhunytra is innentől gyakran Oziriszként utalnak.
Új motívum az, hogy Ozirisz ítélőszéke előtt mindenki megmérettetik evilági cselekedetei alapján. Utalnak egy mérlegre, mely később, a Halottak könyvében kap fontos szerepet az elhunyt szívének megmérésekor (ha gaztettei miatt nehezebb, mint Maatnak, az igazság istennőjének tolla, a halott nem juthat be a túlvilágra, hanem egy démon felfalja).
A szövegekben szó van a mindennapi élet félelmeiről (például a fárasztó munka, melynek túlvilági elkerülésére szerepelnek varázsigék), a lélek átalakulásáról és vándorlásáról, a túlvilági helyek részletes leírásáról (például a szehet hotepről, azaz az áldozatok vagy béke mezejéről, Roszetau ösvényeiről és Ozirisz hajlékáról).